# Indywidualne mistrzostwa Europy na żużlu
Indywidualne mistrzostwa Europy na żużlu – żużlowe rozgrywki, organizowane corocznie od 2001 r. przez FIM Europe.

## Historia
W latach 1955–1975 za mistrza Europy uznawało się zwycięzcę finału europejskiego, który był ostatnią rundą kwalifikacyjną do indywidualnych mistrzostw świata, chociaż wielokrotnie nie uczestniczyli w nim wszyscy europejscy zawodnicy, m.in. brytyjscy, którzy przez wiele lat mieli oddzielną rundę kwalifikacyjną.
Indywidualne mistrzostwa Europy zainaugurowano w 2001 roku pod patronatem Europejskiej Unii Motocyklowej (UEM). W 2012 roku jednodniowy finał został zastąpiony serią czterech finałów. W latach 2001–2012 nie brała w nich udziału światowa czołówka zawodników, uczestnicząca w cyklu Grand Prix. W 2013 roku promotorem mistrzostw została firma One Sport i po raz pierwszy w historii wzięli w nich udział zawodnicy z cyklu Grand Prix, dzięki czemu znaczenie tych rozgrywek wzrosło. Od tego czasu mistrzostwa promowane są pod nazwą Speedway Euro Championship (SEC).
Firma One Sport zaprosiła w sezonie 2013 do udziału w rywalizacji Tomasza Golloba, Nickiego Pedersena oraz Emila Sajfutdinowa. Pomimo kilku punktowej przewagi przed ostatnim turniejem w Rzeszowie, złotego medalu nie wywalczył Nicki Pedersen, a Martin Vaculík. 18 punktów Słowaka i słabsza dyspozycja Duńczyka spowodowały, że to Vaculík wywalczył złoto mistrzostw Europy 2013.
2014 rok należał do Emila Sajfutdinowa. Rosjanin dokończył zatem dzieła, które rozpoczął już w zeszłym roku. Wówczas po dwóch turniejach miał na swoim koncie dwa zwycięstwa i pewnie zmierzał po złoto, gdy przytrafiła się groźna kontuzja, która spowodowała zakończenie sezonu w wykonaniu zawodnika z Baszkirii. W tamtym sezonie, Sajfutdinow dokończył dzieła, które zaczął rok wcześniej. Złoto mistrzostw Europy zadedykował swojemu zmarłemu ojcu, a w kolejnym cyklu chciał obronić tytuł i zapisać się po raz kolejny w kartach historii mistrzostw Europy.
Rozgrywki cyklu SEC 2015 znów toczyły się pod dyktando „Rosyjskiej Torpedy”. Sajfutdinow jeździł od początku bardzo równo, ale co najważniejsze na najwyższym poziomie. Genialne zawody w Toruniu, czy szwedzkiej Kumli, gdzie wywalczył komplet 18 punktów świadczą o tym najlepiej. Rosjanin po raz drugi z rzędu stanął na najwyższym stopniu podium, ale jak sam zapowiadał, nadal czuł głód zwycięstw i w 2016 roku chciał być po raz kolejny królem „Starego Kontynentu”.
Cykl SEC 2016 był niezwykle emocjonujący, a przede wszystkim wyrównany. Walka o tytuł Indywidualnego Mistrza Europy oraz o miejsce w przyszłorocznym cyklu Speedway Euro Championship toczyła się do ostatniego biegu finałowej rundy rozgrywanej w Rybniku. Ostatecznie tytuł Mistrza Europy wywalczony został przez Duńczyka Nickiego Pedersena, a dwukrotny Indywidualny Mistrz Europy, Rosjanin Emil Sajfutdinow nie znalazł się nawet w czołowej piątce.

## Medaliści
| 4 rundy                      |
| ---------------------------- |
| Rawicz Dyneburg Krško Mureck |

| 4 rundy                          |
| -------------------------------- |
| Gdańsk Togliatti Goričan Rzeszów |

| 4 rundy                               |
| ------------------------------------- |
| Güstrow Togliatti Holsted Częstochowa |

| 4 rundy                           |
| --------------------------------- |
| Toruń Landshut Kumla Ostrów Wlkp. |

| 4 rundy                           |
| --------------------------------- |
| Güstrow Dyneburg Togliatti Rybnik |

| 4 rundy                         |
| ------------------------------- |
| Toruń Güstrow Hallstavik Lublin |

| 4 rundy                          |
| -------------------------------- |
| Gniezno Güstrow Dyneburg Chorzów |

| 4 rundy                      |
| ---------------------------- |
| Güstrow Toruń Vojens Chorzów |

| 5 rund                               |
| ------------------------------------ |
| Toruń Bydgoszcz Gniezno Rybnik Toruń |

| 4 rundy                         |
| ------------------------------- |
| Bydgoszcz Güstrow Gdańsk Rybnik |

| 4 rundy                       |
| ----------------------------- |
| Rybnik Güstrow Łódź Pardubice |

| 4 rundy                                 |
| --------------------------------------- |
| Częstochowa Güstrow Bydgoszcz Pardubice |

| 4 rundy                             |
| ----------------------------------- |
| Debreczyn Grudziądz Güstrow Chorzów |

| 4 rundy                            |
| ---------------------------------- |
| Bydgoszcz Güstrow Leszno Pardubice |

## Klasyfikacja medalowa
Poniższe zestawienia obejmują medalistów począwszy od roku 2001.

### Według zawodników
Stan po sezonie 2024
| Lp. | Zawodnik             | Państwo         | Lata      | Złoto | Srebro | Brąz | Razem |
| --- | -------------------- | --------------- | --------- | ----- | ------ | ---- | ----- |
| 1.  | Mikkel Michelsen     | Dania           | 2019–2023 | 3     | –      | 1    | 4     |
| 2.  | Leon Madsen          | Dania           | 2018–2024 | 2     | 4      | 1    | 7     |
| 3.  | Matej Žagar          | Słowenia        | 2004–2008 | 2     | –      | –    | 2     |
| 3.  | Emil Sajfutdinow     | Rosja           | 2014–2015 | 2     | –      | –    | 2     |
| 3.  | Andžejs Ļebedevs     | Łotwa           | 2017–2024 | 2     | –      | –    | 2     |
| 6.  | Aleš Dryml           | Czechy          | 2005–2012 | 1     | 2      | 2    | 5     |
| 7.  | Nicki Pedersen       | Dania           | 2013–2016 | 1     | 2      | 1    | 4     |
| 8.  | Sebastian Ułamek     | Polska          | 2007–2010 | 1     | 2      | –    | 3     |
| 9.  | Grigorij Łaguta      | Rosja           | 2011–2020 | 1     | 1      | 2    | 4     |
| 10. | Krzysztof Kasprzak   | Polska          | 2002–2016 | 1     | 1      | 1    | 3     |
| 11. | Magnus Zetterström   | Szwecja         | 2002–2003 | 1     | –      | 1    | 2     |
| 11. | Robert Lambert       | Wielka Brytania | 2018–2020 | 1     | –      | 1    | 2     |
| 13. | Bohumil Brhel        | Czechy          | 2001      | 1     | –      | –    | 1     |
| 13. | Jesper Bruun Jensen  | Dania           | 2005      | 1     | –      | –    | 1     |
| 13. | Krzysztof Jabłoński  | Polska          | 2006      | 1     | –      | –    | 1     |
| 13. | Jurica Pavlic        | Chorwacja       | 2007      | 1     | –      | –    | 1     |
| 13. | Rienat Gafurow       | Rosja           | 2009      | 1     | –      | –    | 1     |
| 13. | Martin Vaculík       | Słowacja        | 2013      | 1     | –      | –    | 1     |
| 19. | Andrij Karpow        | Ukraina         | 2009–2012 | –     | 1      | 2    | 3     |
| 20. | Václav Milík         | Czechy          | 2016–2017 | –     | 1      | 1    | 2     |
| 20. | Janusz Kołodziej     | Polska          | 2022–2023 | –     | 1      | 1    | 2     |
| 22. | Mariusz Staszewski   | Polska          | 2001      | –     | 1      | –    | 1     |
| 22. | Sławomir Drabik      | Polska          | 2003      | –     | 1      | –    | 1     |
| 22. | Matej Ferjan         | Słowenia        | 2004      | –     | 1      | –    | 1     |
| 22. | Grzegorz Walasek     | Polska          | 2006      | –     | 1      | –    | 1     |
| 22. | Tomasz Gapiński      | Polska          | 2011      | –     | 1      | –    | 1     |
| 22. | Robert Miśkowiak     | Polska          | 2012      | –     | 1      | –    | 1     |
| 22. | Peter Kildemand      | Dania           | 2014      | –     | 1      | –    | 1     |
| 22. | Artiom Łaguta        | Rosja           | 2017      | –     | 1      | –    | 1     |
| 22. | Jarosław Hampel      | Polska          | 2018      | –     | 1      | –    | 1     |
| 31. | Krzysztof Cegielski  | Polska          | 2001      | –     | –      | 1    | 1     |
| 31. | Rafał Szombierski    | Polska          | 2002      | –     | –      | 1    | 1     |
| 31. | Hans Andersen        | Dania           | 2004      | –     | –      | 1    | 1     |
| 31. | Kai Laukkanen        | Finlandia       | 2005      | –     | –      | 1    | 1     |
| 31. | Christian Hefenbrock | Niemcy          | 2006      | –     | –      | 1    | 1     |
| 31. | Patrick Hougaard     | Dania           | 2007      | –     | –      | 1    | 1     |
| 31. | Mads Korneliussen    | Dania           | 2008      | –     | –      | 1    | 1     |
| 31. | Antonio Lindbäck     | Szwecja         | 2015      | –     | –      | 1    | 1     |
| 31. | Patryk Dudek         | Polska          | 2021      | –     | –      | 1    | 1     |
| 31. | Kacper Woryna        | Polska          | 2024      | –     | –      | 1    | 1     |

Pogrubioną czcionką – zostali zaznaczeni zawodnicy, którzy kontynuują karierę żużlową.

### Według państw
Stan po sezonie 2024
| Lp. | Państwo         | Złoto | Srebro | Brąz | Razem |
| --- | --------------- | ----- | ------ | ---- | ----- |
| 1.  | Dania           | 7     | 7      | 6    | 20    |
| 2.  | Rosja           | 4     | 2      | 2    | 8     |
| 3.  | Polska          | 3     | 10     | 6    | 19    |
| 4.  | Czechy          | 2     | 3      | 3    | 8     |
| 5.  | Słowenia        | 2     | 1      | –    | 3     |
| 6.  | Łotwa           | 2     | –      | –    | 2     |
| 7.  | Szwecja         | 1     | –      | 2    | 3     |
| 8.  | Wielka Brytania | 1     | –      | 1    | 2     |
| 9.  | Chorwacja       | 1     | –      | –    | 1     |
| 9.  | Słowacja        | 1     | –      | –    | 1     |
| 11. | Ukraina         | –     | 1      | 2    | 3     |
| 12. | Finlandia       | –     | –      | 1    | 1     |
| 12. | Niemcy          | –     | –      | 1    | 1     |